# ムアーウィヤ
ムアーウィヤ（アラビア語: معاوية , ラテン文字転写: Mu'āwiya, 603年頃 - 680年4月18日）はイスラム教の5人目のカリフで、ウマイヤ朝の初代カリフ（在位：661年 - 680年）である。同名の孫、ウマイヤ朝第3代カリフのムアーウィヤ2世と区別してムアーウィヤ1世とも呼ばれる。全名は معاوية بن ابي سفيان بن حرب بن أميّة Mu'āwiya ibn Abī Sufyān ibn Ḥarb ibn Umayya.

## 生涯・人物
ムアーウィヤを輩出したウマイヤ家はクライシュ族の名門で、ムアーウィヤの父アブー・スフヤーンはマッカ（メッカ）の有力者として預言者ムハンマドに激しく敵対した人物である。ムハンマドがメッカを征服したのちに、父アブー・スフヤーンらに従ってイスラム教に改宗し、兄のヤズィードとともにムハンマドの秘書のひとりとして活躍した。
ムハンマドの死後、ムアーウィヤの兄ヤズィードが初代カリフ・アブー＝バクルによって初代シリア州の総督（アミール）となるとアブー・ウバイダの副司令官として同地の征服を命じられ、ムアーウィヤはこれに従ってシリア駐留の東ローマ帝国との戦争に従事した。ハーリド・イブン＝アル＝ワリードがイラク戦線から転戦し、ダマスクス、エルサレムなど主要都市が次々にイスラーム勢の支配下におかれたが、639年にシリア一帯で流行した悪疫によってシリア総督アブー・ウバイダをはじめシリア方面軍の将卒の多くが病死した。第2代カリフ・ウマルはヤズィードに次代総督を任せ、抵抗が激しかったカエサリアの征服を命じた。しかし、640年に兄ヤズィードもダマスクスで病死すると、ウマルは改めてムアーウィヤにシリア総督に任じ、シリアの部族を掌握してカエサリアを陥落させるなど東ローマ帝国との戦いを進め、キプロス島とロドス島を征服してシリアに確固たる勢力を築いた。
656年、第3代カリフ・ウスマーンが暗殺されて第4代カリフにアリーが就任すると、ムアーウィヤはウマイヤ家出身だったウスマーン（ムアーウィヤの又従兄弟にあたる）の血の復讐を叫んでアリーと対立した。スィッフィーンの戦いなどでアリーと戦ってしだいに勢力を拡大し、660年にはエルサレムにおいてカリフ就任を宣言。翌661年、アリーがハワーリジュ派によって暗殺され、自らもハワーリジュ派の刺客による襲撃を受けたがムアーウィヤは辛くもこれを撃退することに成功し、このことにより単独のカリフとなった。ムアーウィヤは、本拠地シリアのダマスカスを首都に定め、カリフ位の実質的な世襲化を始めてウマイヤ朝を開いた。
ムアーウィヤは、すでに歴代カリフの暗殺に見られるように、ハワーリジュ派などアラブ諸軍（ムカーティラ）の叛乱を抑制するため、軍や支配地域の俸給と租税を監督する官庁や勅令を管理する官庁を整備していわゆるディーワーン制度の確立を進め、各都市や宿場に駅馬を配置して駅逓制度（バリード）(en)を敷設し、遠方に展開している駐留軍の改廃など軍事制度の整備など、指導者である預言者やカリフを中心とする部族集団の連合体だったイスラム共同体を国家体制として機能できるよう整備に努めた。
680年、息子でウマイヤ朝後継者のヤズィードによって、アリーの子で後にシーア派の本流となるフサインとカルバラーのムスリムを虐殺した、「カルバラーの悲劇」が起こる。これによって、ムアーウィヤのスンナ派がイスラムの覇権を築いた。ウマイヤ朝は世俗化し、アラブ帝国、イスラム帝国へと発展していく。のちのシーア派との深き対立を後世に残すこととなった。